# Dietmar Hamann
Dietmar Johann Wolfgang Hamann (Waldsassen, 27 de agosto de 1973) é um ex-futebolista e treinador de futebol alemão. No seu auge, ele foi considerado um dos melhores volantes do mundo, firme em jogo e sólido defendendo.

## Carreira

### Inicio na Alemanha
Com passagens pelas categorias de base de Wacker e Bayern de Munique, Hamann estreou na equipe reserva deste último em 1992 e foi promovido ao elenco principal 3 anos depois. Pelo Bayern, atuou em 105 jogos e fez 6 gols antes de partir para o futebol inglês em 1998.

### Inglaterra
Hamann construiu sua carreira na Inglaterra, tendo jogado por Newcastle United, Liverpool, Manchester City e MK Dons, onde exercia dupla função (era jogador e auxiliar-técnico). Em 2006, após deixar o Liverpool, assinou um pré-contrato com o Bolton Wanderers, porém surpreendeu ao deixar a equipe um dia depois para fechar com o City, onde atuou 54 vezes e fez um gol. Aposentou-se dos gramados em 2011.

## Seleção Alemã
Após passar pelas seleções Sub-20 e Sub-21 da Alemanha, Hamann estreou na equipe principal em 1997, contra a África do Sul.
Foi convocado para a Copa de 1998, sendo o jogador mais jovem da equipe (24 anos), que levou à França a maior parte dos atletas que disputaram competições anteriores pela Nationalelf, todos com 30 anos ou mais: o goleiro Andreas Köpke tinha 36 anos, os zagueiros Stefan Reuter, Jürgen Kohler, Olaf Thon e Thomas Helmer, 31, 32 e 33, o líbero Lothar Matthäus tinha 37 (era o jogador mais velho do elenco), os meias Thomas Häßler e Andreas Möller, 32 e 30 anos, e os atacantes Oliver Bierhoff, Olaf Marschall e Jürgen Klinsmann tinham 30, 32 e 33 anos. Além de Hamann, o também meio-campista Jens Jeremies era o outro atleta com menos de 25 anos (era 4 meses mais velho que o volante).
Participou das cinco partidas da Alemanha na Copa, mas a equipe naufragou diante da Croácia. Esteve também na Copa de 2002 (atuou em 6 jogos) e nas Eurocopas de 2000 e 2004 - em ambas, a Alemanha foi eliminada ainda na primeira fase.
Em 2005, Hamann pediu afastamento da Seleção Alemã para dedicar-se ao Liverpool até a reta final da temporada seguinte. Seu último jogo pelo Nationalelf foi contra os Países Baixos, em agosto do mesmo ano, e o volante foi criticado por sua atuação. Ele ainda sonhava com uma convocação para a Copa de 2006, disputada em território alemão, porém não foi lembrado por Jürgen Klinsmann e encerrou sua carreira internacional após 59 partidas e 5 gols.

## Treinador
Antes de encerrar a carreira, Hamann foi auxiliar-técnico do Liverpool enquanto não voltava a atuar profissionalmente, entre 2009 e 2010. A única experiência como treinador foi no Stockport County, que disputava a League Two (quarta divisão inglesa), que durou apenas 4 meses em 2011. 

## Títulos na carreira

### Bayern de Munique
Campeão
- 1993–94 Bundesliga
- 1995–96 Copa da UEFA
- 1996–97 Bundesliga
- 1997–98 Liga-Pokal
- 1997–98 Copa da Alemanha

Vice-campeão
- 1994–95 Supercopa da Alemanha
- 1995–96 Bundesliga
- 1997–98 Bundesliga

### Newcastle United
Vice-campeão
- 1998–99 Copa da Inglaterra

### Liverpool
Campeão
- 2000–01 Copa da Liga Inglesa
- 2000–01 Copa da Inglaterra
- 2000–01 Copa da UEFA
- 2001–02 Charity Shield
- 2001–02 Supercopa Européia
- 2002–03 Copa da Liga Inglesa
- 2004–05 Liga dos Campeões da UEFA
- 2005–06 Supercopa Européia
- 2005–06 Copa da Inglaterra

Vice-campeão
- 2001–02 Premier League
- 2002–03 Charity Shield
- 2004–05 Copa da Liga Inglesa
- 2005 Mundial de Clubes

### Alemanha
Vice-campeão
- 2002 Copa do Mundo